# Capsulite adesiva
La capsulite adesiva, comunemente nota come spalla congelata, è una condizione infiammatoria che provoca rigidità e dolore alla spalla. La diagnosi si basa sulla definizione dell'American Academy of Orthopedic Surgeons, che enfatizza lo sviluppo graduale di una limitazione globale del movimento della spalla senza significative evidenze radiografiche. È indice di accertamento diagnostico la presenza di una significativa perdita della gamma di movimento passivo, fondamentale per una diagnosi accurata.

## Clinica

### Eziologia
La capsulite adesiva può essere classificata in forme primarie e secondarie. La capsulite adesiva primaria è tipicamente idiopatica e ha un insorgere graduale. È spesso associata a condizioni sottostanti come il diabete mellito, le malattie della tiroide, farmaci, l'ipertrigliceridemia o la spondilosi cervicale.
La capsulite adesiva secondaria è tipicamente il risultato di traumi alla spalla, lesioni come le rotture della cuffia dei rotatori, fratture, interventi chirurgici o prolungata immobilizzazione.

### Epidemiologia
La capsulite adesiva ha una prevalenza di circa il 2% al 5% nella popolazione generale, con una media di insorgenza intorno ai 55 anni. Si osserva una leggera prevalenza maggiore nelle donne, spesso è coinvolta la mano non dominante. I pazienti con comorbilità autoimmuni, come i disturbi tiroidei e il diabete mellito, sono più inclini a sviluppare la capsulite adesiva. Inoltre, gli individui con diabete possono sperimentare esiti terapeutici meno favorevoli, influenzati dalla durata del loro diabete.

### Fisiopatologia
La precisa fisiopatologia della capsulite adesiva rimane incerta. L'ipotesi predominante suggerisce che l'infiammazione inizi all'interno della capsula articolare e del liquido sinoviale, seguita da fibrosi reattiva e aderenze nella membrana sinoviale. L'infiammazione iniziale della capsula provoca dolore, mentre la fibrosi capsulare e le aderenze limitano la gamma di movimento.

### Istopatologia
Le caratteristiche istopatologiche esatte della capsulite adesiva possono variare tra gli individui e nelle diverse fasi della condizione. È ampiamente compreso che la capsulite adesiva sia una condizione che coinvolge sia l'infiammazione che la fibrosi, e la condizione attraversa diverse fasi, che includono una fase iniziale infiammatoria, una fase fibrotica caratterizzata da crescente rigidità e limitazione della gamma di movimento (ROM), e una fase di scongelamento o regressione, in cui si verifica un graduale miglioramento della mobilità della spalla. La durata di ciascuna fase può variare tra gli individui.
Gli studi artroscopici della spalla interessata mostrano:
- Fibrosi subacromiale. La presenza di tessuto fibroso e aderenze nello spazio subacromiale, che portano a un movimento limitato e all'impingement delle strutture della spalla.

- Sinovite proliferativa. La sinovia che riveste la capsula articolare può mostrare segni di eccessiva proliferazione e infiammazione, contribuendo all'ispessimento del tessuto sinoviale.

- Addensamento capsulare. La capsula articolare stessa può presentare ispessimento e fibrosi, portando a una perdita di ROM e rigidità dell'articolazione della spalla.

Queste scoperte artroscopiche supportano la diagnosi di capsulite adesiva e forniscono evidenza visiva dei cambiamenti patologici che si verificano all'interno dell'articolazione.

### Segni e sintomi
I pazienti affetti da capsulite adesiva solitamente presentano un insorgere graduale del dolore alla spalla che peggiora nel corso di settimane o mesi. Questo è seguito da significative limitazioni nel movimento della spalla. Il segno clinico chiave della capsulite adesiva è una riduzione della ROM attiva e passiva, in particolare nella flessione in avanti, nell'abduzione e nella rotazione esterna ed interna. Inoltre, nei casi gravi, si può manifestare una perdita del naturale movimento del braccio durante la camminata e una distrofia muscolare.
La palpazione della spalla interessata rivela una dolenzia diffusa intorno all'articolazione della spalla. La neurologia distale deve rimanere intatta. Il movimento resistito della spalla provoca dolore e una marcata limitazione, simile a una rottura della cuffia dei rotatori. La rotazione interna può essere misurata utilizzando il test di Apley.

### Diagnosi
Durante l'esame fisico, i pazienti con capsulite adesiva possono manifestare una riduzione della ROM glenoumerale e sperimentare dolore durante i test. Il dolore spesso limita un esame fisico completo e approfondito. Tipicamente, si osserva una significativa riduzione della ROM attiva e passiva in 2 o più piani di movimento rispetto al lato non interessato. La perdita della ROM segue solitamente un preciso schema, iniziando con la rotazione esterna, seguita dall'abduzione, dalla rotazione interna e dalla flessione in avanti.
Test speciali, come il test di Neer e il test di Hawkins per l'impingement e il test di Speed per la tendinopatia del bicipite, sono spesso positivi. La diagnosi è principalmente clinica, basata sulla storia e sui reperti dell'esame fisico descritti in precedenza.
Non è previsto alcun test di laboratorio specifico per la diagnosi della capsulite adesiva. Tuttavia, ulteriori test di laboratorio possono essere eseguiti se sussiste il sospetto di una malattia sistemica sottostante che contribuisce alla condizione.
Nella maggior parte dei casi, la diagnosi di capsulite adesiva è principalmente clinica, e gli esami diagnostici non sono di routine. Tuttavia, studi di imaging come una radiografia della spalla possono essere presi in considerazione se sussiste il timore di una diagnosi alternativa o la necessità di valutare condizioni come fratture o altre patologie sottostanti.
Il test di iniezione può essere utilizzato come strumento diagnostico se sussiste incertezza sulla causa sottostante del dolore alla spalla. Durante il test, lo spazio subacromiale viene iniettato con un anestetico locale, di solito 5 ml di lidocaina al 1%. Le limitazioni della ROM e il disagio persistono anche dopo l'iniezione nei pazienti con capsulite adesiva. Tuttavia, nei pazienti con patologia subacromiale, come la tendinopatia della cuffia dei rotatori o la borsite subacromiale, il dolore può migliorare e aumentare la ROM dopo l'iniezione.
La risonanza magnetica può mostrare sinovite dell'intervallo rotatore, ipertrofia del legamento coracoomerale, perdita del triangolo di grasso subcoracoideo e ispessimento della capsula articolare glenoumerale in tutta la tasca ascellare. Anche se questi sono reperti caratteristici della capsulite adesiva, nessuno di essi è patognomonico. La scomparsa del tipico recesso ascellare all'artrografia può suggerire una contrattura della capsula articolare.

### Trattamento
Nella maggior parte dei casi, la capsulite adesiva è una condizione autolimitante con tassi elevati di recupero spontaneo entro 18-30 mesi. Il trattamento è focalizzato sul sollievo sintomatico e sull'aumento della ROM. Tuttavia, ci sono studi limitati che guidano la gestione del trattamento. Ecco alcune opzioni di trattamento possibili:
- FANS: Durante la fase iniziale, i farmaci antinfiammatori non steroidei (FANS) possono aiutare a controllare il dolore.[22][23]
- Fisioterapia. Anche se le prove a supporto sono limitate, alcuni pazienti in fase di recupero potrebbero trarre beneficio da specifici interventi fisioterapici, come esercizi leggeri di ROM, stretching e allenamento a resistenza graduale che hanno dimostrato di ridurre il dolore e aumentare la funzione.[24] Tuttavia, è importante evitare una riabilitazione intensiva che potrebbe peggiorare i sintomi. Pazienti e fornitori dovrebbero affrontare la terapia con cautela e monitorare attentamente la risposta per garantire che sia ben tollerata e non peggiori la condizione.[25]
- Corticosteroidi orali. Questa opzione può offrire un sollievo temporaneo dal dolore per migliorare la ROM e la funzionalità. Tuttavia, i benefici spesso non durano più di alcune settimane, e bisogna considerare attentamente i potenziali effetti collaterali dell'uso di steroidi per via orale e valutare attentamente i rischi e i benefici quando si considera questa opzione di trattamento.[26]
- Iniezione di steroidi nell'articolazione. Questo tipo di iniezione può migliorare la funzionalità, ridurre il dolore e aumentare la ROM.[27] Tuttavia, è importante notare che la durata degli effetti delle iniezioni di steroidi è limitata. Pertanto, i praticanti devono prestare attenzione ai potenziali effetti collaterali associati alle iniezioni di steroidi. L'amministrazione precoce di iniezioni nella progressione della malattia può aumentare la probabilità di ottenere risultati positivi. Possono essere prese in considerazione multiple iniezioni per fornire sollievo sintomatico se necessario.[28][29]
- Idrodilatazione. Con questa modalità di trattamento, la capsula glenoumerale viene iniettata con una combinazione di soluzione salina e steroidi per favorire la dilatazione della capsula. Questo approccio terapeutico ha dimostrato benefici a breve termine nel ridurre il dolore e migliorare la ROM e la funzionalità.[30] Le prove attuali non indicano differenze significative nei risultati quando si confronta l'idrodilatazione con l'iniezione di steroidi intra-articolare.[31]
- Manipolazione sotto anestesia. Questa tecnica è riservata per casi refrattari di capsulite adesiva che non rispondono ai trattamenti conservativi. Comporta un rischio di fratture dell'omero. La procedura comporta una manipolazione delicata dell'articolazione della spalla in varie direzioni. Il braccio del paziente è sostenuto da un piccolo braccio di leva (vicino alla spalla), e la spalla è delicatamente manipolata in flessione, abduzione, rotazione esterna e abduzione a 90°.[32] Non dovrebbe essere applicata alcuna forza se si riscontra resistenza aggiuntiva. Inoltre, durante la procedura può essere somministrata un'iniezione di triamcinolone miscelato con bupivacaina per prevenire l'infiammazione.[33][34]
- Rilascio capsulare artroscopico. Questo è riservato per casi refrattari. Se i sintomi non migliorano con misure conservative entro 10-12 mesi, si consiglia di fare riferimento a un chirurgo ortopedico. La procedura comporta il rilascio di diverse strutture della capsula articolare per migliorare la ROM. La capsula articolare spessa e contratta può rappresentare una sfida per l'accesso; tuttavia, dopo aver fatto l'entrata standard posteriore o laterale, vengono rilasciati l'intervallo della cuffia dei rotatori, il legamento coracoumerale, il legamento glenoumerale medio, la capsula anteriore e la capsula posteriore. L'adesciolisi della capsula inferiore viene eseguita mediante semplice manipolazione a causa della sua vicinanza al nervo ascellare.[35] Durante la procedura si presta attenzione a evitare danni alle strutture circostanti. Dopo il rilascio, lo spazio subacromiale viene ispezionato, e i tessuti infiammati e la borsa possono essere debridati. Viene iniettato triamcinolone miscelato con bupivacaina nell'articolazione della spalla per prevenire l'infiammazione. Dopo la procedura, vengono avviati precocemente esercizi di ROM passiva ed attiva.[36][37] L'efficacia clinica del rilascio capsulare artroscopico rispetto alla manipolazione sotto anestesia non è stata conclusivamente stabilita nella letteratura.[38][39]
- Rilascio capsulare aperto. I pazienti con ictus o traumi cranici e quelli con capsulite adesiva post-traumatica o post-chirurgica con significative adesioni e contratture che limitano l'intervento artroscopico possono essere candidati per il rilascio capsulare aperto. Il rilascio aperto comporta una incisione più grande per accedere direttamente alla capsula articolare ispessita e contratta. La procedura aperta ha una maggiore morbilità rispetto al rilascio capsulare artroscopico.[40]

Indicazioni per l'intervento chirurgico:
- Il paziente non risponde a un ciclo di prednisone o FANS.
- Nessuna risposta alle iniezioni glenoumerali o subacromiali.
- Nessuna risposta alla fisioterapia.

Controindicazioni per l'intervento chirurgico:
- Il paziente non ha seguito un corso adeguato di steroidi o FANS.
- Il paziente non ha effettuato alcun tentativo di terapia conservativa.
- È presente un'infezione acuta.
- Il paziente presenta una neoplasia concomitante nella spalla.
- Il paziente ha un deficit neurologico o un disturbo nervoso derivante dalla colonna cervicale.